# Ribeira da Manga
A Ribeira da Manga é um curso de água localizado na freguesia dos Rosais, concelho da Velas, ilha de São Jorge, arquipélago dos Açores.
Este curso de água tem origem a uma cota de cerca de 450 m de altitude nos contrafortes montanhosos da Cordilheira Central da ilha, nas imediações das Covas do Barro.
Procede à drenagem de uma bacia hidrográfica que engloba os contrafortes desta elevação e também o contraforte Sul do Pico Pelado.
Desagua no Oceano Atlântico entre as Baía de Nossa Senhora do Rosário e a Baía dos Arraias.